# Клименко Дмитро Миколайович
Клименко Дмитро Миколайович (нар. 22 серпня 1969) — генерал-майор ЗС РФ. Герой Росії (2000).

## Життєпис
Народився 22 серпня 1969 року в місті Ніжині Чернігівської області Української РСР.
Закінчив середню школу, потім Одеське вище артилерійське командне училище. Проходив службу в артилерійських частинах Радянської армії і флоту.
Брав участь у першій чеченській війні, де командував батареєю самохідних артилерійських установок 61-ї окремої бригади морської піхоти Північного флоту. Відзначився під час другої чеченської війни.
Продовжив службу в Збройних Силах Російської Федерації. У 2007 році командував артилерійською бригадою, в 2008 році — був начальником штабу військової частини Московського військового округу.
У 2010 році закінчив Військову академію Генерального штабу Збройних сил РФ.
В 2011—2014 — заступник начальника ракетних військ та артилерії Західного військового округу. З лютого 2014 року — начальник ракетних військ та артилерії Східного військового округу.
З жовтня 2023 року — начальник Ракетних військ і артилерії Російської Федерації.

### Російсько-українська війна
Один із організаторів обстрілу Маріуполя 2015 р., коли загинуло десятки мирних мешканців. За даними Bellingcat, він був одним із командувачів, що призначали офіцерів для транспортування артилерійських дивізіонів.

## Нагороди
- Указом Президента Російської Федерації від 21 лютого 2000 за «мужність і героїзм, проявлені в ході контртерористичної операції в Північно-Кавказькому регіоні» майор Дмитро Клименко був удостоєний звання Героя Російської Федерації
- медаль «За відвагу»

## Військові звання
- генерал-майор (11 грудня 2015)[3][уточнити]